# Route européenne 117
Pour les articles homonymes, voir Route 117.
La route européenne 117 est une route reliant Mineralnye Vody à Vladikavkaz en Russie, puis se prolongeant jusqu'à Tbilissi en Géorgie et Erevan en Arménie ; elle poursuit dans ce dernier pays jusqu'à la frontière iranienne, à Meghri.